# Hipoteza Chowli
Hipoteza Chowli jest problemem otwartym z dziedziny teorii liczb. Hipoteza dotyczy zachowania funkcji Möbiusa na przedziałach kolejnych {\displaystyle m} liczb całkowitych, dla {\displaystyle m} będącego liczbą naturalną. Została sformułowana przez Sarvadamana Chowlę w 1966.
W uproszczeniu hipoteza mówi, że np. dwójka {\displaystyle (\mu (n),\mu (n+1))} dla {\displaystyle 1\leqslant n\leqslant x,} {\displaystyle n} bezkwadratowych przyjmuje wartości {\displaystyle (1,1),} {\displaystyle (1,-1),} {\displaystyle (-1,1)} i {\displaystyle (-1,-1)} „mniej więcej” tak samo często, {\textstyle ({\frac {1}{4}}+o(1))x} razy.

## Treść hipotezy
Poniższe sformułowanie hipotezy należy do Terrence’a Tao. Treść można wyrazić na wiele równoważnych sposobów.
Niech {\displaystyle a_{1},a_{2},\dots ,a_{m}} będą nieujemnymi liczbami całkowitymi, z których przynajmniej jedna jest nieparzysta. Wówczas
{\displaystyle \sum _{n\leqslant x}\mu (n+1)^{a_{1}}\mu (n+2)^{a_{2}}\cdot \ldots \cdot \mu (n+m)^{a_{m}}=o(x)}
przy {\displaystyle x\to \infty .}
Hipotezę można równoważnie sformułować zastępując funkcję Möbiusa funkcją Liouville’a.
W najprostszym przypadku {\displaystyle m=1} i {\displaystyle a_{1}=1} hipoteza postuluje, że
{\displaystyle \sum _{n\leqslant x}\mu (n)=o(x)}
i jest równoważna twierdzeniu o liczbach pierwszych.

## Hipoteza Sarnaka
Hipotezę słabszą od Chowli (implikowaną przez nią) sformułował Peter Sarnak. Opisuje ona zachowanie funkcji {\displaystyle \mu } z perspektywy teorii układów dynamicznych.
Niech {\displaystyle (X,T)} będzie dowolnym topologicznym układem dynamicznym, gdzie {\displaystyle (X,d)} jest przestrzenią metryczną, a {\displaystyle T} jest homeomorfizmem o zerowej entropii topologicznej. Wówczas, dla dowolnej funkcji {\displaystyle f\in C(X)} i dowolnego {\displaystyle x\in X} zachodzi
{\displaystyle \sum _{n\leqslant N}f(T^{n}x)\mu (n)=o(N)}
przy {\displaystyle N\to \infty .}
Wiadomo, że hipoteza Chowli jest równoważna przeformułowanej, tzw. silnej hipotezie Sarnaka.